# Tiếng Tây Ban Nha Mỹ
Tiếng Tây Ban Nha Hoa Kỳ (Tiếng Tây Ban Nha:Español de EE.UU) (Tiếng Anh:US Spanish)  được nói bởi 45 triệu người Mỹ gốc Tây Ban Nha và Latinh nói tiếng Tây Ban Nha như ngôn ngữ thứ nhất, ngôn ngữ thứ hai hoặc ngôn ngữ di sản, và có sáu triệu sinh viên nói tiếng Tây Ban Nha tại Hoa Kỳ làm cho nó trở thành ngôn ngữ được nói nhiều thứ hai của Hoa Kỳ. Với hơn 50 triệu người nói tiếng mẹ đẻ và ngôn ngữ thứ hai, Hoa Kỳ hiện có dân số nói tiếng Tây Ban Nha lớn thứ hai trên thế giới sau México, mặc dù nó không phải là ngôn ngữ chính thức của quốc gia này. Tiếng Tây Ban Nha là ngôn ngữ nước ngoài được nghiên cứu nhiều nhất ở Hoa Kỳ và được nói như tiếng mẹ đẻ bởi 41 triệu người, cộng thêm 11 triệu người nói ngôn ngữ thứ hai thông thạo. Khoảng một nửa số người nói tiếng Tây Ban Nha tại Mỹ cũng tự đánh giá bản thân là nói tiếng Anh "rất tốt" trong cuộc Tổng điều tra dân số Hoa Kỳ năm 2000. Hoa Kỳ nằm trong số các quốc gia nói tiếng Tây Ban Nha có Học viện Ngôn ngữ Tây Ban Nha riêng.
Có nhiều người nói tiếng Tây Ban Nha ở Hoa Kỳ hơn là người nói tiếng Pháp, Đức, Ý, Hawaii, tiếng Hoa và ngôn ngữ bản địa châu Mỹ kết hợp. Theo khảo sát cộng đồng người Mỹ năm 2012 do Cục điều tra dân số Hoa Kỳ thực hiện, tiếng Tây Ban Nha là ngôn ngữ chính được nói ở nhà bởi 38,3 triệu người từ năm tuổi trở lên, gấp hơn hai lần so với năm 1990.

## Lịch sử
Tiếng Tây Ban Nha đã có mặt trong khu vực nay là Hoa Kỳ kể từ thế kỷ 16 và 17, với sự xuất hiện của thực dân Tây Ban Nha ở Bắc Mỹ. Cư dân định cư tại các khu vực mà sau này trở thành tiểu bang Florida, Texas, Colorado, New Mexico, Arizona, Nevada, Utah và California. Các nhà thám hiểm Tây Ban Nha khám phá các khu vực của 42 tiểu bang trong tương lai của Hoa Kỳ để lại một loạt hậu duệ gốc Tây Ban Nha khác nhau ở lục địa Bắc Mỹ. Các vùng phía tây của Lãnh thổ Louisiana cũng nằm dưới sự cai trị của Tây Ban Nha giữa năm 1763 và 1800, sau Chiến tranh Pháp và Ấn Độ, tiếp tục mở rộng ảnh hưởng của Tây Ban Nha trên khắp nước Mỹ ngày nay.
Sau khi sáp nhập các khu vực này vào Hoa Kỳ trong nửa đầu của thế kỷ 19, ngôn ngữ Tây Ban Nha sau đó được củng cố trong nước bằng việc mua lại Puerto Rico vào năm 1898. Sau đó làn sóng di cư từ México, Cuba, El Salvador và các nơi khác ở Mỹ gốc Tây Ban Nha đến Hoa Kỳ bắt đầu vào nửa sau của thế kỷ 19 cho đến ngày nay đã tăng cường vai trò của ngôn ngữ Tây Ban Nha trong nước. Ngày nay, người gốc Tây Ban Nha là một trong những nhóm dân tộc phát triển nhanh nhất ở Hoa Kỳ, do đó làm tăng việc sử dụng và tầm quan trọng của tiếng Tây Ban Nha Mỹ tại Hoa Kỳ.